# ヤヒア・ブサク
ヤヒア・ブサク（Yahya Boussakou、2000年3月4日 - ）は、オランダ・デン・ハーグ出身のサッカー選手。テルスター所属。ポジションはFW。

## クラブ経歴
2019年3月14日、ADOデン・ハーグと自身初のプロ契約を結んだ。そして4月25日、SBVエクセルシオール戦でトップチームデビューを果たした。
2022年8月12日、テルスターに2年契約で移籍した。

## 人物
ブサクはモロッコ系オランダ人である。

## 個人成績
2019-20シーズン終了時点
| クラブ       | シーズン     | リーグ戦         | リーグ戦 | リーグ戦 | カップ戦 | カップ戦 | 通算 | 通算 |
| クラブ       | シーズン     | ディヴィジョン   | 試合     | 得点     | 試合     | 得点     | 試合 | 得点 |
| ------------ | ------------ | ---------------- | -------- | -------- | -------- | -------- | ---- | ---- |
| ADO          | 2018-19      | エールディヴィジ | 1        | 0        | 0        | 0        | 1    | 0    |
| ADO          | 2019-20      | エールディヴィジ | 0        | 0        | 0        | 0        | 0    | 0    |
| ADO          | クラブ通算   | クラブ通算       | 1        | 0        | 0        | 0        | 1    | 0    |
| キャリア通算 | キャリア通算 | キャリア通算     | 1        | 0        | 0        | 0        | 1    | 0    |